# Distenia gressitti
Distenia gressitti là một loài bọ cánh cứng trong họ Cerambycidae.